# Błędne koło w definiowaniu
Błędne koło w definiowaniu, circulus in definiendo (łac.) – błąd logiczny, którym obarczona jest definicja danego wyrażenia niespełniająca kryterium komutacyjności. Definicja jest komutacyjna, gdy to wyrażenie nie występuje ani w definiensie tego wyrażenia, ani w definiensie żadnej definicji wskazującej sens członów definiensa tego wyrażenia. Błąd taki występuje np. w definicji: „logika to nauka o myśleniu zgodnym z prawami logiki”.
Błąd zachodzący, gdy w definicji równościowej wyraz definiowany występuje w części stanowiącej definiens, określa się jako idem per idem (łac. „to samo przez to samo”) lub błędne koło bezpośrednie. Zbliżonym błędem logicznym jest błędne koło pośrednie, polegające na definiowaniu wyrażenia A za pomocą zespołu wyrażeń zawierających wyrażenie B, gdy jednocześnie wśród wyrażeń użytych do zdefiniowania wyrażenia B występuje wyrażenie A. Błąd taki występuje np. w ciągu definicji „Logika to nauka o poprawnym myśleniu. Poprawne myślenie jest zaś myśleniem zgodnym z prawami logiki”.
Definicje obciążone błędem błędnego koła bezpośredniego lub pośredniego określa się odpowiednio jako definicje tautologiczne bezpośrednio i definicje tautologiczne pośrednio.